# Microxina sarai
Microxina sarai är en svampdjursart som beskrevs av Calcinai och Pansini 2000. Microxina sarai ingår i släktet Microxina och familjen Niphatidae. Inga underarter finns listade i Catalogue of Life.